# آبا (مجارستان)
آبا (مجاری: Aba) یک سکونتگاه مسکونی در مجارستان است که در فیر واقع شده‌است.